# Money Puzzle Exchanger
Money Puzzle Exchanger, conosciuto in Giappone come Money Idol Exchanger (マネーアイドルエクスチェンジャー?, Manē Aidoru Ekusuchenjā), è un videogioco rompicapo sviluppato da Face e pubblicato da SNK per la scheda di videogiochi arcade Neo Geo nel 1997. In seguito Athena Co. Ltd. lo converte per la portatile Game Boy il 29 agosto dello stesso anno ed in seguito anche per la console PlayStation il 5 novembre 1998. GMF ne pubblicò anche un'edizione per PC il 20 marzo sempre di quell'anno.
La versione PS è stata poi resa disponibile per la distribuzione digitale sul servizio online PlayStation Network il 13 febbraio 2008 in Giappone e il 16 novembre 2010 in Nord America. Il 19 dicembre 2013 con il fallimento di Athena Co. Ltd. il gioco fu rimosso dall'acquisto e poi reinserito l'11 marzo 2015 dopo che Trinity Co., Ltd ne acquistò i diritti.
Dal 28 giugno 2018, l'emulazione dell'originale Neo Geo è scaricabile a parte tramite l'antologia di Hamster Corporation Arcade Archives per PlayStation 4, Xbox One e Nintendo Switch.

## Modalità di gioco
Money Puzzle Exchanger presenta un gameplay simile a Magical Drop e a Mōdjiya (もうぢや?), in quanto i giocatori si sfidano l'uno contro l'altro per impedire che il proprio campo rettangolare venga riempito, in questo caso dalle monete utilizzando una versione chibi del personaggio da loro scelto. Quest'ultime possono essere combinate in catene (verticalmente o orizzontalmente) per formarne delle altre dal valore più alto, ad esempio cinque monete da 1 formano una da 5 e due da 5 creano una da 10 e così via, fino ad arrivare a quelle da 500, che una volta messe in coppia sono rimosse.
Nel corso delle partite possono capitare anche due sfere bonus. Quelle con la dicitura "RU" (che sta per "RankUp" tradotto in italiano "Grado Superiore") di colore verde permettono di cambiare il valore dei contanti con cui entra in contatto, per esempio tutti quelli che valgono 10 divengono 50, mentre l'altra riporta le lettere "ER" (abbreviazione di "Erase" ovvero "Cancella") ed è di colore blu, la quale posizionata su uno spicciolo cancella tutti quelli che presentano lo stesso valore. Il gioco viene vinto da chi riesce a riempire lo schermo dell'avversario fino a fargli toccare il fondo.
Nella modalità singolo "Vs Com" obbligatoriamente bisogna scegliere tra due personaggi in stile anime (Exchanger o Debtmiser), le quali proveranno a sconfiggerne altri che portano nomi idiosincratici legati al denaro oppure all'amore, come ad esempio: Everyworker, Mightdealer, Eldylabor e Cherrybeiter. Per quella multigiocatore "1P Vs 2P" entrambi gli sfidanti devono affrontarsi per ottenere la vittoria.
Inoltre è presente un'altra modalità in singolo chiamata "Solo Play", ove si può selezionare qualsiasi personaggio allo scopo di continuare a ripulire lo schermo dai gettoni per il maggior tempo possibile.

## Personaggi
Atsuko Ishida presso lo studio d'animazione J.C.Staff si occupò del loro character design.
Sakura Mitsukoshi (三越さくら?, Mitsukoshi Sakura) / Exchanger (エクスチェンジャー?, Ekusuchenjā)
Doppiata da: Sakura Tange
Una ragazza di 17 anni dai capelli color fucsia che frequenta il secondo anno della scuola superiore Kisaragi ed è la figlia del presidente della banca. Si trasforma in una ragazza magica diventando Exchanger, una parodia delle eroine delle serie mahō shōjo come ad esempio Sailor Moon.
Asahi Takashima (高島あさひ?, Takashima Asahi) / Debtmiser (デットマイザー?, Dettomaizā)
Doppiata da: Yukana
Amica di Sakura, al contrario di quest'ultima è timida e introversa, ma è una brava persona che presta volentieri il proprio denaro agli altri nel qual caso ne avessero bisogno. Anche lei è in grado di trasformarsi in una bella guerriera di nome Debtmiser.
Bill Bank (ビル＝バンク?, Biru Banku) / Coquettybouncer (コケティバウンサー?, Koketibaunsā)
Doppiato da: Kyoji Horie, Junko Noda (drama-CD)
Il figlio più piccolo dell'impresa bancaria. Viene spesso oberato di lavoro dalla sorella maggiore Note Bank. Si veste indossando un costume da cane per motivi sconosciuti.
Lulula Franc (ルルーラ＝フラン?, Rurūra Furan) / Cherrybiter (チェリーバイター?, Cherībaitā)
Doppiata da: Machiko Toyoshima
Carina d'aspetto ma bugiarda. Anche lei è una studentessa della Kisaragi e ha comprato un negozio di giocattoli chiamato "Moneysaurus" per soddisfare un suo capriccio.
Arashizaki En (嵐崎円?, Arashizaki En) / Everyworker (エヴリワーカー?, Evuriwākā)
Doppiata da: Rumi Kasahara
Anche lei come Sakura e Lulula frequenta lo stesso istituto, ama lo sport e lavorare sodo. Fa parte del gruppo Money Sisterhood unicamente per suo interesse personale. Lavora in un minimarket aperto 24 ore su 24 chiamato "Moneymart".
Seshil Pound (セシルポンド?, Seshiru Pondo) / Eldylabor (エルディレイバー?, Erudireibā)
Doppiata da: Hōko Kuwashima
Altra studentessa della medesima scuola delle altre ragazze nota anche come Cecil Pound. Le piace molto studiare ma non gradisce la sua trasformazione in Eldylabor.
Sakata Blibov (坂田ビリィバーヴ?, Sakata Biryibāvu) / Mackermocally (マッカーモーカリー?, Makkāmōkarī)
Doppiato da: Hideo Ishikawa
Un insegnante per metà russo e per metà giapponese, presente anche esso nell'istituto Kisaragi. Venendo a sapere dalle ragazze che volevano vedere un po' d'azione, decide di trasformarsi per divertimento nel paladino della giustizia Mackermocally.
Note Bank (ノートバンク?, Nōto Banku) / Mightdealer (マイトディーラー?, Maitodīrā)
Doppiata da: Yūko Nagashima
Capo dell'impresa bancaria e sorella maggiore di Bill. I suoi piani prevedono la rovina del mercato monetario mondiale per poi guadagnare a sua volta grazie alla crisi economica. Innamorata di Blibov, non sopporta quando le persone le danno più anni di quanti ne dimostra (che sono 20).
Haniwa (はにわ?)
Personaggio non giocabile che compare esclusivamente nella modalità allenamento delle edizioni casalinghe. Il suo aspetto è molto simile a quello delle omonime figure di terracotta del periodo Kofun, inoltre la sua presenza è un riferimento a un altro videogioco sviluppato precedentemente da Face, Hani in the Sky.

## Versioni

### Neo Geo
La originale, che però ha una differenza presente a seconda della regione di pubblicazione, infatti in quella giapponese le monete sono rappresentate similmente agli yen mentre nelle occidentali sono state rese generiche. Altro cambiamento riguarda il titolo il quale in Occidente è diventato Money Puzzle Exchanger rimuovendo del tutto il riferimento alle idol.

### Game Boy
Il primo porting ed è la seconda ad essere pubblicata. Esso presenta una grafica 2D più semplicistica della controparte originale per via dell'hardware a 8-bit di tale piattaforma portatile il che ha comportato anche alla rimozione dell'avversario dallo schermo, il quale non viene mai visto se non nei dialoghi precedenti alla partita. Nella modalità "Vs Com" si può giocare solamente nei panni di Exchanger e non come Debtmiser mentre per partecipare in una sfida a due in "1P Vs 2P" occorre il Game Link Cable.

### PC
Secondo porting e la terza in ordine di uscita, la quale è molto simile a quella Neo Geo.

### PlayStation
L'ultima rispettivamente di porting e di uscita. Simile alle versioni Neo Geo e PC, le differenze maggiori si hanno nella colonna sonora che è stata riarrangiata sui temi originali e l'aggiunta di una modalità storia, la quale presenta dei dialoghi tra i vari personaggi prima di ogni incontro, quest'ultima si può affrontare esclusivamente con Exchanger o Debtmiser.

## Media
Dal titolo nacquero vari prodotti di franchise che però presentavano alcune differenze rispetto alla storia originale.

### Colonna sonora
Il 16 maggio 1997 fu pubblicato un album contenente la soundtrack BGM del gioco, il quale si intitola Money Idol Exchanger (マネーアイドルエクスチェンジャー?, Manē Aidoru Ekusuchenjā).
Musiche di Ken'nosuke Suemura, Norihiko Togashi.
1. Opening Long Version (arranged) (オープニング ロングバージョン?) – 3:14 (musica: Ken'nosuke Suemura, Norihiko Togashi)
2. Coin Chute Rule ~ Change Warrior Exchanger (Exchanger theme arranged) (コインシュートで決まり～両替戦士エクスチェンジャー～?) – 4:01 (musica: Ken'nosuke Suemura, Norihiko Togashi)
3. Thorough Return ~ Debt Warrior Debtmiser (arranged) (根こそぎ返して戴きます～借金戦士デッドマイザー～?) – 3:56 (musica: Ken'nosuke Suemura, Norihiko Togashi)
4. Will You Choose Me... ~Select Music~ (character selection arranged) (私を選んでね…～セレクト画面～?) – 1:35 (musica: Ken'nosuke Suemura, Norihiko Togashi)
5. Opening (オープニング?) – 0:36 (musica: Ken'nosuke Suemura, Norihiko Togashi)
6. Character Selection (セレクト画面?) – 1:02 (musica: Ken'nosuke Suemura, Norihiko Togashi)
7. VS screen (ＶＳが面?) – 0:05 (musica: Ken'nosuke Suemura, Norihiko Togashi)
8. STAGE A (Theme of EXCHANGER) (ステージＡ（両替戦士エクスチェンジャー）?) (feat. Sakura Tange) – 2:57 (musica: Ken'nosuke Suemura, Norihiko Togashi)
9. STAGE B (Theme of DEBTMISER) (ステージＢ（借金戦士デッドマイザー）?) (feat. Yukana) – 3:46 (musica: Ken'nosuke Suemura, Norihiko Togashi)
10. Challenger Entry (乱入?) – 0:04 (musica: Ken'nosuke Suemura, Norihiko Togashi)
11. STAGE C (ステージＣ?) – 2:32 (musica: Ken'nosuke Suemura, Norihiko Togashi)
12. STAGE D (ステージＤ?) – 3:04 (musica: Ken'nosuke Suemura, Norihiko Togashi)
13. Continue (コンティニュー?) – 0:36 (musica: Ken'nosuke Suemura, Norihiko Togashi)
14. Game Over (ゲームオーバー?) – 0:12 (musica: Ken'nosuke Suemura, Norihiko Togashi)
15. 'Ending (エンディング?) – 4:22 (musica: Ken'nosuke Suemura, Norihiko Togashi)
16. Voice Over EXCHANGER (さくら（エクスチェンジャー）?) (feat. Sakura Tange) – 0:33
17. Voice Over DEBTMISER (あさひ（デッドマイザー）?) (feat. Yukana) – 0:36
18. Voice Over Coquetry Bounzer (コケティバウンザー?) (feat. Kyoji Horie) – 0:43
19. Voice Over Everyworker (エブルワーカー?) (feat. Rumi Kasahara) – 0:39
20. Voice Over Eldylabor (エルディレイバー?) (feat. Hōko Kuwashima) – 0:41
21. Voice Over Cherrybeiter (チェリーバイター?) (feat. Machiko Toyoshima) – 0:40
22. Voice Over Mightdealer (マイトディーラー?) (feat. Yūko Nagashima) – 0:44
23. Voice Over Macker Mokari (マッカーモーカリー?) (feat. Hideo Ishikawa) – 0:44
24. S.E. Collection (S.E.コレクション?) (feat. Sakura Tange, Yukana, Kyoji Horie, Rumi Kasahara, Hōko Kuwashima, Machiko Toyoshima, Yūko Nagashima e Hideo Ishikawa) – 0:47

Durata totale: 38:09

### Drama-CD
Il 25 settembre 1997 fu messo in commercio da Warner Music Japan un drama-CD intitolato Money Idol Exchanger CD Drama (マネーアイドルエクスチェンジャー CDドラマ?, Manē Aidoru Ekusuchenjā Dorama CD), il quale riprende le vicende del videogioco.
In questa versione della storia cambia la doppiatrice di Bill Bank, la quale non è più Kyoji Horie bensì Junko Noda. Il resto del cast di doppiatori rimane invariato e si aggiungono: Emi Uwagawa (Fujiko Matsuzaka), Nobutoshi Canna (Won e il narratore), Chie Ishibashi (studentessa A), Sayuri Fujita (studentessa B) e Nami Okamoto (studentessa C).
Musiche di Ken'nosuke Suemura.
1. Shusendo Hiroin to wa Ikani (守銭奴ヒロインとは如何に?) – 7:37
2. Zeni o Karu-sha-tachi Doko (銭を狩る者たち何処?) – 6:55
3. Kin'iro ni Mise Raretaru Gundan, Iza (金色に見せられたる軍団、いざ?) – 7:10
4. Sono Bōsō ga Shūen Suru wa, Hate? (その暴走が終焉するは、はて？?) – 7:36
5. Ōka to Mau Kamen no Shōjo, Dare? (桜花と舞う仮面の少女、誰？?) – 7:15
6. Taidō Suru Akumu, Yueni (胎動する悪夢、故に?) – 7:03
7. Shōri wa Mizukara no te de, Masani (勝利は自らの手で、正に?) – 7:19
8. Yappari Saigo wa Koredaji ~You, ne? (やっぱり最後はコレだじょう、ね？?) – 7:51
9. [Bangai-hen] Sore wa Shibuya to Yoba Reshi Seichi, Sate (【番外編】それは渋谷と呼ばれし聖地、さて?) – 3:40

Durata totale: 62:26

### Light novel
Nel novembre 1997 venne pubblicata da Fujimi Fantasia Bunko, etichetta di Fujimi Shobō, una light novel ispirata al titolo, scritta da Kengo Asai e illustrata da Atsuko Ishida.

#### Volumi
| Nº | Data di prima pubblicazione | Data di prima pubblicazione | Data di prima pubblicazione |
| Nº | Giapponese                  | Giapponese                  |                             |
| -- | --------------------------- | --------------------------- | --------------------------- |
| 1  | 18 novembre 1997            | ISBN 4-8291-2783-X          |                             |

### Manga
Money Idol Exchanger fu anche adattato in un manga da Masahiko Ōkura e venne serializzato sulla rivista Monthly Dragon Junior dal settembre 1997 al giugno 1998. In seguito i vari capitoli vennero raccolti in due volumi tankōbon resi disponibili entrambi a fine giugno 1998 da Kadokawa Shoten.

#### Trama
Sakura Mitsukoshi nasce in una famiglia molto povera dove il padre svolge il mestiere di tassista ed è la figlia maggiore di tre fratelli e sorelle. Date le circostanze molto tristi, un giorno vedendo una monetina rotolare in strada cerca di raggiungerla per prenderla ma viene investita da un camion, muore e finisce all'inferno per via del suo egoismo. Tuttavia, per sua fortuna, viene salvata dal Dio della buona sorte Ebisu, che le concede la possibilità di riscattarsi cercando di pensare al futuro della sua famiglia.
Invece di farla tornare in vita come sua messaggera la divinità opta per farla diventare una guerriera "Exchanger", il cui compito è quello di debellare la lussuria dagli esseri umani che ne sono affetti. Il costo della sua resurrezione viene registrato all'inferno come debito della giovane ragazza, il quale verrà ridotto o eliminato del tutto in base a quanta lussuria riuscirà a raccogliere. Sakura combatterà come una "Money Idol Exchanger" per ripagare i propri debiti e far rivivere il mondo degli esseri umani di una nuova luce.
Nel frattempo, alcune persone cercano di sfruttare la loro avidità per sbarrare la strada all'eroina tra cui la presidentessa Note Bank, che vuole eliminarla in quanto la sua missione ostacola il suo progetto per la conquista del mondo.
Nel corso della storia Exchanger incontrerà anche Asahi, sua amica d'infanzia, che dopo aver essere stata sottoposta al lavaggio del cervello da Seshil, una delle servitrici di Note, si scontrerà con la protagonista ma dopo averla riconosciuta recupererà la memoria e si unirà a lei diventando "Exchanger 2 Debtmiser" aiutandola nella sua missione.

#### Volumi
| Nº | Data di prima pubblicazione | Data di prima pubblicazione | Data di prima pubblicazione |
| Nº | Giapponese                  | Giapponese                  |                             |
| -- | --------------------------- | --------------------------- | --------------------------- |
| 1  | 29 giugno 1998              | ISBN 4-04-712159-2          |                             |
| 2  | 29 giugno 1998              | ISBN 4-04-712163-0          |                             |

## Accoglienza
| Testata        | Versione | Giudizio |
| -------------- | -------- | -------- |
| AllGame        | ARC      | 3.5/5    |
| Famitsū        | GB       | 22/40    |
| Famitsū        | PS1      | 26/40    |
| MeriStation    | NG       | 7.0/10   |
| Nintendo Times | NS       | 8/10     |
| Video Chums    | NS       | 8.1/10   |

Money Puzzle Exchanger è stato accolto positivamente dalla critica sin dalla sua uscita. Famitsū ha dato una giudizio positivo sia alle conversioni per Game Boy che per PlayStation. Tuttavia, la risposta del pubblico per la portatile di Nintendo è stata mista; in un sondaggio condotto da Family Computer Magazine, il gioco ha ricevuto un punteggio di 19,4 su 30, indicando un seguito mediocre.. A.J. Maciejewski di Video Chums lo considerava uno dei giochi puzzle più oscuri per la console Sony.
Kyle Knight di AllGame ha elogiato la presentazione audiovisiva complessiva e il gameplay avvincente, ma ha notato che la sua curva di apprendimento richiede pazienza e pratica. Rubén Martínez di MeriStation ha dichiarato che Money Puzzle Exchanger ricorda Puzzle Bobble e Magical Drop, notando la sua curva di difficoltà, lodando la modalità multigiocatore, la grafica in stile anime, la colonna sonora e il gameplay avvincente, ma criticando la mancanza di elementi di potenziamento. Recensendo la riedizione per Nintendo Switch, Adam Martinez di Nintendo Times ha elogiato sia la grafica che il gameplay, ma non ha apprezzato il sonoro e ha criticato i problemi di emulazione con l'interfaccia. A.J. Maciejewski di Video Chums ha trattato a sua volta cotale riedizione commentando positivamente il gameplay basato sul denaro, la presentazione audiovisiva e il gioco competitivo, ma ha criticato la mancanza di variazione nelle modalità multigiocatore e in quelle aggiuntive.

## Controversie
Proprio per il fatto che Money Puzzle Exchanger assomiglia così tanto alla serie di Magical Drop, il 30 maggio 1997 Data East fece causa contro la Face per violazione di copyright che alla fine vinse schiacciantemente, portando l'azienda citata in giudizio al fallimento per bancarotta il 30 aprile 1998.